# 中国人民解放军信息支援部队
中国人民解放军信息支援部队是中国人民解放军的一个独立兵种，由中央军事委员会直接领导。
2024年4月19日，中国人民解放军信息支援部队成立大会在北京八一大楼举行，同时撤销原中国人民解放军战略支援部队番号，相应调整军事航天部队、网络空间部队领导管理关系。

## 歷史

### 中国人民解放军总参谋部电子对抗部
1965年12月，杨成武主持总参谋部工作后，指示通信兵部研究筹组雷达部。但因受到文革干扰，该工作被迫中断。1974年，杨成武回到总参谋部工作后，非常关注世界电子对抗技术的新发展及作战运用，常和有关人员商讨，多次向中共中央、国务院写报告，主张加强电子对抗力量建设。1975年9月，总参谋部决定由总参通信部成立总参四部筹备组。1975年12月18日，叶剑英向中央和毛泽东呈交《关于加强电子对抗工作的报告》，建议组成国务院、中央军委电子对抗和雷达管理领导小组，成立总参四部。1976年6月，中共中央军委任命屈培壅（主持日常工作）、孙玉衡、李文昌、申仲义为总参四部副部长。1976年11月，叶剑英、杨成武共同提议组建的国务院、中央军委电子对抗和雷达管理领导小组开始办公。1977年4月，中国人民解放军总参谋部电子对抗、雷达部正式成立。1977年4月，中共中央军委任命王诤兼任部长，1978年10月任命李光担任政委。1978年王诤病逝后，1980年1月任命屈培壅为总参四部部长。1982年8月，总参四部并入总参通信部，称为总参通信部四部，对外保留总参四部的名称。1985年8月，总参通信部四部恢复成为总参的直属部，称总参电子对抗雷达部，部长靳庆丰，副部长张有才。
1980年代末，总参谋部电子对抗雷达部曾下设有军工产品定型委员会。
2016年改革前，中国人民解放军总参谋部电子对抗部（又称“总参四部”）下设有：政治部、一局、雷达局（二局？）、科技装备局（三局）、四局、电子对抗旅、光电对抗室、中国人民解放军总参谋部第五十四研究所（中国电子科技集团公司第五十四研究所）、中国人民解放军电子工程学院、合肥离职干部休养所、驻北京地区军事代表室、驻成都地区军事代表室、驻桂林地区军事代表室、驻沈阳地区军事代表室、驻南京地区军事代表室、驻杭州地区军事代表室、驻西安地区军事代表室等。

### 中国人民解放军信息支援部队
2024年4月，中央軍委撤銷戰略支援部隊軍種番號，除將其下轄的航天、網絡系統部改設爲軍事航天部隊、網絡空間部隊的獨立兵種外，以原戰略支援部隊機關及其信息通信保障力量為基礎，創設了信息支援部隊這一獨立兵種，與其餘兵種同為副戰區級單位。
- 戰略支援部隊機關，信息通信基地和新疆、西藏軍區信息通信旅；
- 軍委聯合參謀部目標數據大隊、戰場環境大隊、通信保障大隊、頻譜管控大隊、情報分析中心；
- 軍委聯指中心戰場態勢、戰略預警分中心的部分職能力量，戰區聯指中心戰場態勢大隊、信息服務大隊、指揮運維大隊；
- 戰略支援部隊第35基地、衛星通信中心部分力量；
- 戰略支援部隊戰場環境研究所、軍事科學院系統工程研究院網絡信息研究所。[原創研究？][來源請求]
- 中国人民解放军信息支援部队工程大学，2025年5月宣布组建[31]。

## 历任领导
| 司令员 1. 毕毅 陆军中将（2024年4月－） | 政治委员 1. 李伟 陆军上将（2024年4月－） |